# Supercopa da Itália de 2011
A Supercopa da Itália de 2011 ou Supercoppa Italiana 2011 foi a 24ª edição da competição que abriu a temporada 2011–12 do futebol italiano. Assim como em todas as edições, a Supercopa foi disputada em partida única, com o campeão do Campeonato Italiano (Milan) e a campeã da Copa da Itália (Internazionale), ambas na temporada 2010–11.
A partida foi no dia 6 de agosto de 2011 e ocorreu, pela segunda vez, no Estádio Nacional de Pequim na China.

## Final
Partida única
| 6 de agosto de 2011 | Milan                         | 2 – 1  | Internazionale | Estádio Nacional de Pequim, Pequim |
|                     | Ibrahimović 60' · Boateng 69' | report | 22' Sneijder   | Árbitro: Nicola Rizzoli            |

| Milan | Internazionale |

| MILAN:               |    |                       |     |     |
|                      |    |                       |     |     |
| GK                   | 32 | Christian Abbiati     |     |     |
| RB                   | 20 | Ignazio Abate         |     |     |
| CB                   | 13 | Alessandro Nesta      |     |     |
| CB                   | 33 | Thiago Silva          |     |     |
| LB                   | 19 | Gianluca Zambrotta    | 64' |     |
| CM                   | 8  | Gennaro Gattuso (c)   | 20' | 75' |
| CM                   | 4  | Mark van Bommel       |     |     |
| CM                   | 10 | Clarence Seedorf (c2) |     |     |
| AM                   | 27 | Kevin-Prince Boateng  | 78' | 82' |
| CF                   | 11 | Zlatan Ibrahimović    |     |     |
| CF                   | 70 | Robinho               |     | 62' |
| Substitutos:         |    |                       |     |     |
| GK                   | 1  | Marco Amelia          |     |     |
| DF                   | 25 | Daniele Bonera        |     |     |
| DF                   | 76 | Mario Yepes           |     |     |
| MF                   | 23 | Massimo Ambrosini     | 86' | 75' |
| MF                   | 28 | Urby Emanuelson       |     | 82' |
| FW                   | 7  | Alexandre Pato        |     | 62' |
| FW                   | 99 | Antonio Cassano       |     |     |
| Treinador:           |    |                       |     |     |
| Massimiliano Allegri |    |                       |     |     |

| INTERNAZIONALE:      |    |                    |     |     |
|                      |    |                    |     |     |
| GK                   | 1  | Júlio César        |     |     |
| CB                   | 23 | Andrea Ranocchia   |     |     |
| CB                   | 25 | Walter Samuel      |     |     |
| CB                   | 26 | Cristian Chivu     |     |     |
| DM                   | 8  | Thiago Motta       |     |     |
| RM                   | 4  | Javier Zanetti (c) |     |     |
| CM                   | 5  | Dejan Stanković    |     | 74' |
| CM                   | 11 | Ricardo Álvarez    |     | 63' |
| LM                   | 20 | Joel Obi           |     | 82' |
| AM                   | 10 | Wesley Sneijder    | 61' |     |
| CF                   | 9  | Samuel Eto'o       |     |     |
| Substitutos:         |    |                    |     |     |
| GK                   | 12 | Luca Castellazzi   |     |     |
| DF                   | 44 | Matteo Bianchetti  |     |     |
| DF                   | 37 | Davide Faraoni     |     | 63' |
| MF                   | 77 | Sulley Muntari     |     |     |
| FW                   | 7  | Giampaolo Pazzini  |     | 74' |
| FW                   | 27 | Goran Pandev       |     |     |
| FW                   | 30 | Luc Castaignos     |     | 82' |
| Treinador:           |    |                    |     |     |
| Gian Piero Gasperini |    |                    |     |     |

## Campeão
| Campeão da Supercopa da Itália de 2011 |
| -------------------------------------- |
| Associazione Calcio Milan 6º titulo    |